# Edinburgh Review
Edinburgh Review ist eine schottische Zeitung für Literatur und Politik, die vierteljährlich von 1802 bis 1929 erschien. Es gab 1969 einen Nachfolger The New Edinburgh Review, der sich 1984 wieder Edinburgh Review nannte.

## Geschichte
Es gab in Edinburgh zwei kurzlebige Vorgänger gleichen Namens, von 1755 bis 1756 sowie von 1773 bis 1776.
Das eigentliche Edinburgh Review wurde 1802 von Francis Jeffrey (1773–1850), der erster Herausgeber war (bis auf die ersten Hefte, die Sydney Smith herausgab), Sydney Smith (1771–1845), Henry Brougham und Francis Horner (1778–1817) gegründet. Sie standen den Whigs nahe und beförderten deren Reformziele in ihrer Zeitschrift. Als solches stand es in Konkurrenz zum 1809 gegründeten Quarterly Review der Tories, gedruckt bei John Murray in London (es bestand bis 1967). Die Zeitschrift war ebenso für ihre Literaturkritik bekannt und kritisch zu den Lake Poets, besonders William Wordsworth. Bereits 1818 hatte die Zeitung eine Auflage von 13.500 Exemplaren.
Verleger war Archibald Constable und später Longman (der vorher die Zeitschrift in London vertrat). In der Zeitschrift schrieben unter anderem Walter Scott, William Hazlitt, Thomas Babington Macaulay, Thomas Arnold, Herbert Spencer, John Stuart Mill, Bertrand Russell, Thomas Carlyle und Leigh Hunt.
Edinburgh Review gehörte zu den führenden Magazinen im England des 19. Jahrhunderts und setzte Maßstäbe für politische Magazine mit Literaturkritik.  Das lateinische Motto war judex damnatur cum nocens absolvitur (Der Richter der den Schuldigen laufenlässt soll verdammt sein) von Publilius Syrus.